# Augustus De Morgan
Augustus De Morgan   (Madurai, 27 de juny de 1806 - Londres, 18 de març de 1871) fou un matemàtic i lògic britànic.

## Biografia
Tot i haver nascut a l'actual Índia, fill d'un coronel de l'exèrcit britànic i d'una descendent de James Dodson, la família es va traslladar a Anglaterra quan ell tenia només set mesos i havent perdut la vista de l'ull dret. La família es va instal·lar a Worcester, tot i que el pare va retornar a la India tot sol el 1808. El pare va morir el 1816, durant el seu viatge de retorn a Anglaterra.
Després dels seus estudis secundaris en diverses escoles, el 1823 va ingressar al Trinity College (Cambridge) on va ser deixeble de George Peacock, de William Whewell i de George Biddell Airy i on es va graduar el 1827 com quart wrangler. Les seves intencions eren de començar una carrera jurídica i, per això, va ingressar a l'Honorable Societat del Lincoln's Inn; però poc després va ser designat catedràtic de matemàtiques aplicades a la recentment creada University College de Londres, amb la qual mantindrà una llarga relació.
El 1831 va dimitir del seu càrrec en protesta per l'acomiadament del anatomista Pattison, però va retornar a la institució el 1837. Durant aquest cinc anys va escriure nombrosos articles per la Society for the Diffusion of Useful Knowledge i també va treballar con actuari per la Rock Life Assurance Office fundada per William Frend, qui era el seu sogre. També va tenir com estudiant Ada Lovelace, la filla de lord Byron.
De 1837 a 1866 va ser catedràtic de matemàtiques al University College. El 1866 va tornar a dimitir pel, segons ell, tractament injust que la universitat va donar al filòsof James Martineau. De Morgan, que ja tenia seixanta anys, no va tornar a la docència. Durant aquest període, va promoure l'obra del matemàtic indi aficionat Yesudas Ramchundra, que ha estat anomenat el Ramanujan de De Morgan; va supervisar la traducció i edició anglesa del llibre de Ramchundra Treatise on Problems of Maxima and Minima el 1859. A la introducció agraïa haver conegut la tradició índia de lògica, tot i que no és clar que tingués influència en la seva obra.
El octubre de 1867 va morir el seu fill George, també professor de matemàtiques en qui tenia posades moltes esperances i amb qui havia fundat la London Mathematical Society. Això va significar un fort cop en la vida de De Morgan. Els últims anys de la seva vida els va passar estudiant les sagrades escriptures i comparant les seves diferents versions i traduccions del grec.
Va morir el 1871 i el 1884 la London Mathematical Society va establir un premi tri-anyal, la Medalla De Morgan, per honorar el matemàtic més notable que viu i treballa al Regne Unit.

## Obra
A part dels més de sis-cents articles que va escriure per la Penny Cyclopedia (de l'Associació per a la Difusió del Coneixement Útil), De Morgan va escriure diversos llibres de text de matemàtiques i unes guies per al estudi d'aquesta disciplina. En totes elles intentava defensar el seu concepte de coneixement matemàtic i el seu paper en la vida intel·lectual. En aquest sentit sempre va estar al costat dels membres de la Societat Analítica (Babbage, Peacok i Herschel).
També es conserven més de tres-cents quaderns amb les seves anotacions per a les classes de matemàtiques de la universitat, escrits amb na cal·ligrafia impecable.
Va escriure diverses obres de lògica en les quals es troba la idea d'aplicar en aquest camp els mètodes matemàtics, així com els primers resultats de la seva aplicació. En la lògica matemàtica moderna, porten el nom de De Morgan les següents lleis fonamentals de l'àlgebra de la lògica: la negació de la conjunció és equivalent a la disjunció de les negacions i la negació de la disjunció és equivalent a la conjunció de les negacions.
Formalment, les lleis de De Morgan s'expressen com segueix:
{\displaystyle \lnot (A\land B)\leftrightarrow (\lnot A)\lor (\lnot B)}
{\displaystyle \lnot (A\lor B)\leftrightarrow (\lnot A)\land (\lnot B)}

### Monografies més importants
Les mongrafies més notables que va publicar son:
- 1830 The elements of arithmetic
- 1830 Remarks on Elementary Education in Science
- 1831 On the study and difficulties of mathematics
- 1833 Elements of Spherical Trigonometry
- 1836 A Treatise on the Calculus of Functions
- 1836 The connexion of number and magnitude
- 1838 An Essay on Probabilities: And on Their Application to Life
- 1840 First Notions of Logic
- 1847 Arithmetical Books: From the Invention of Printing to the Present Time
- 1847 Formal logic: or, The Calculus of inference
- 1872 (pòstum) A Budget of Paradoxes, potser el llibre pel que és més conegut, en el que estan recollides totes les seves col·laboracions en la revista The Athenaeum entre 1863 i 1867 i altres materials que va continuar recollint amb posterioritat.[18]